# Belnet
Belnet est le réseau national de la recherche et de l'enseignement en Belgique. Il fournit l'accès internet à haut débit aux universités, aux hautes écoles, aux centres de recherches et aux services publics en Belgique.
Belnet a été fondé en 1993 au sein des Services fédéraux des affaires scientifiques, techniques et culturelles (SSTC) et est financé publiquement à hauteur de 17 millions d'euros annuels, il ne propose pas ses services aux particuliers ni aux sociétés commerciales.
Sa dorsale est constituée de fibre noire qui permet par le multiplexage en longueur d'onde d'atteindre des débits de 100 Gbit/s et plus.
Belnet est connecté au réseau GÉANT2 du consortium DANTE ainsi qu'à quatre points d'interconnexion: France-IX (Paris), l'AMS-IX (Amsterdam), le LINX (Londres) et le BNIX (Bruxelles), dont il a la gestion, en plus de la connexion multi-gigabit vers l'Internet commercial.
Outre la connectivité internet, les services offerts incluent l'IPv6 et le multicast depuis 2001.
Bien que souvent écrit en capitales, Belnet n'est pas un acronyme.